# Viriato
Viriato —o Viriathus en latín, tal como fue recogido en las fuentes romanas— (muerto en 139 a. C.) fue un líder lusitano que hizo frente a la expansión de Roma en Hispania a mediados del s. II a. C. en el territorio suroccidental de la península ibérica, dentro de las llamadas guerras lusitanas. Su posición al frente de los lusitanos tenía al parecer una naturaleza electiva, es decir, no era hereditaria, sino que se debía a sus éxitos militares. Se le ha llegado a considerar como «el terror de Roma». Por su parte, Theodor Mommsen dijo de él: «Parecía que, en aquel prosaico tiempo, hubiera reaparecido un héroe homérico».

#### Nacimiento

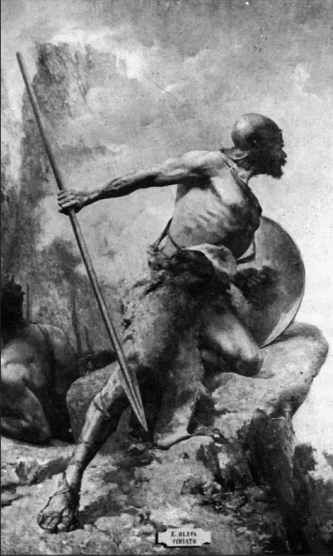
Pintura representando a Viriato, obra del pintor Eugenio Oliva, que data de 1881.

#### Primeras victorias (147 a. C.-145 a. C.)

Mapa de las campañas de Viriato contra los romanos.

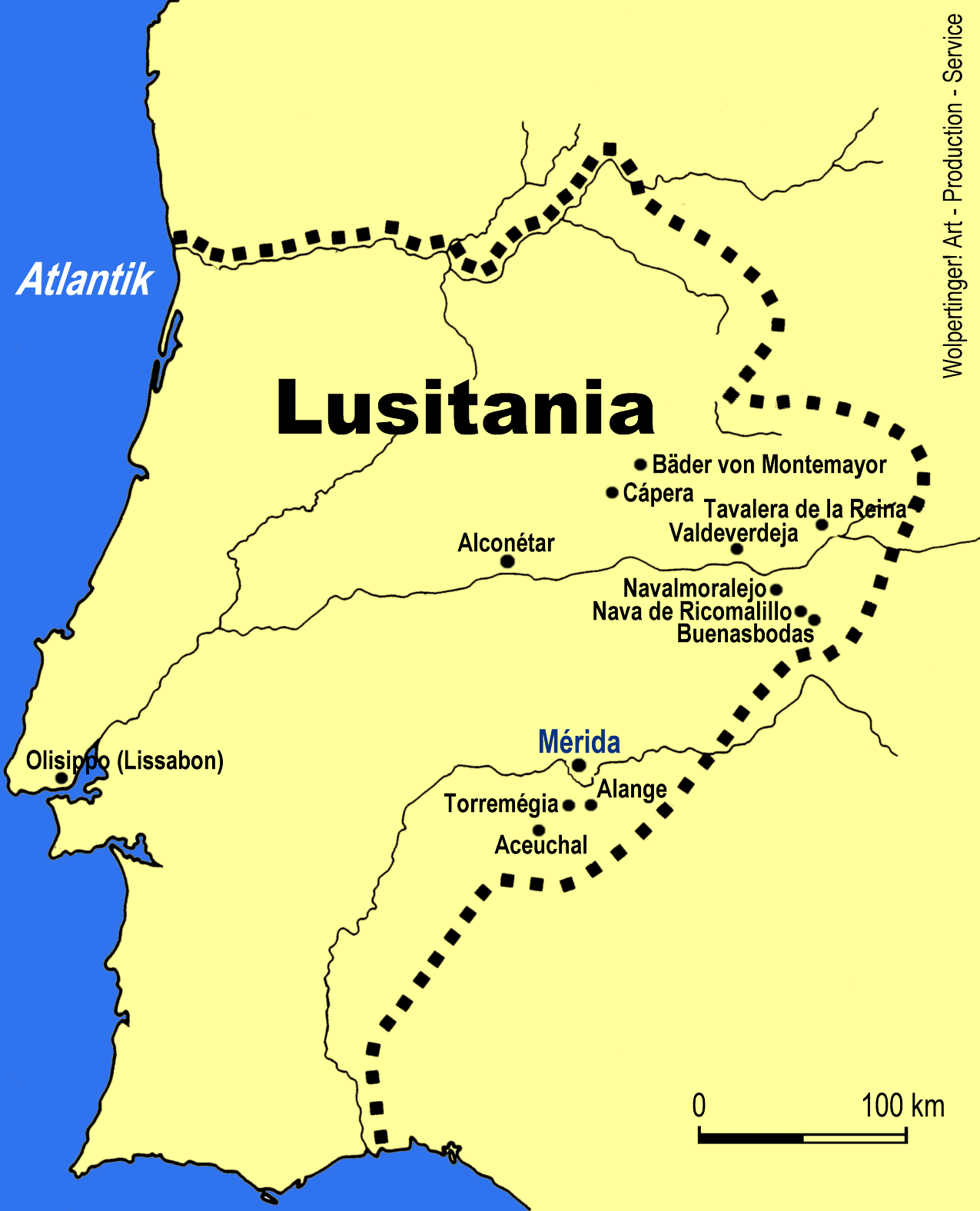
La provincia romana de Lusitania, surgida más de un siglo más tarde —en el 27 a. C.— de la división de la Hispania Ulterior.

#### Guerra abierta (145 a. C.-140 a. C.)

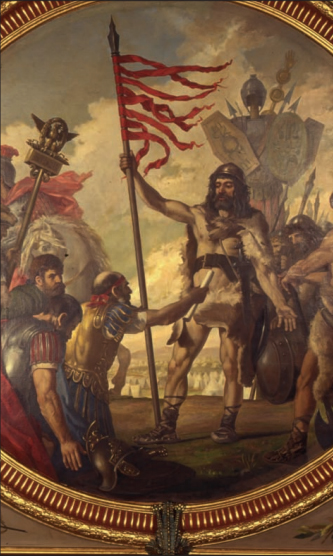
Viriato, imaginado por Ramón Padró y Pedret, obra del año 1882.

### Muerte

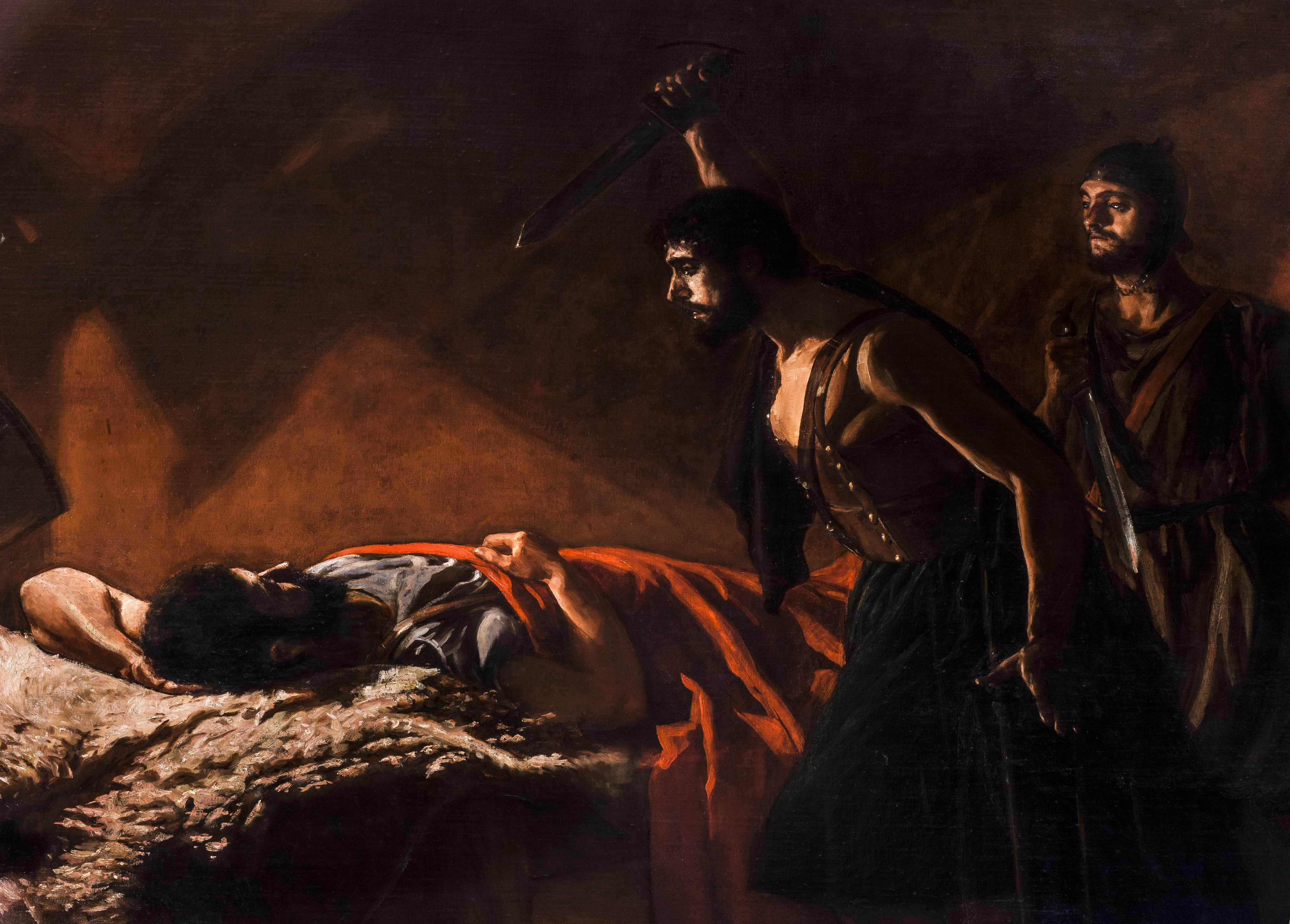
La muerte de Viriato (1890), de José Villegas Cordero.

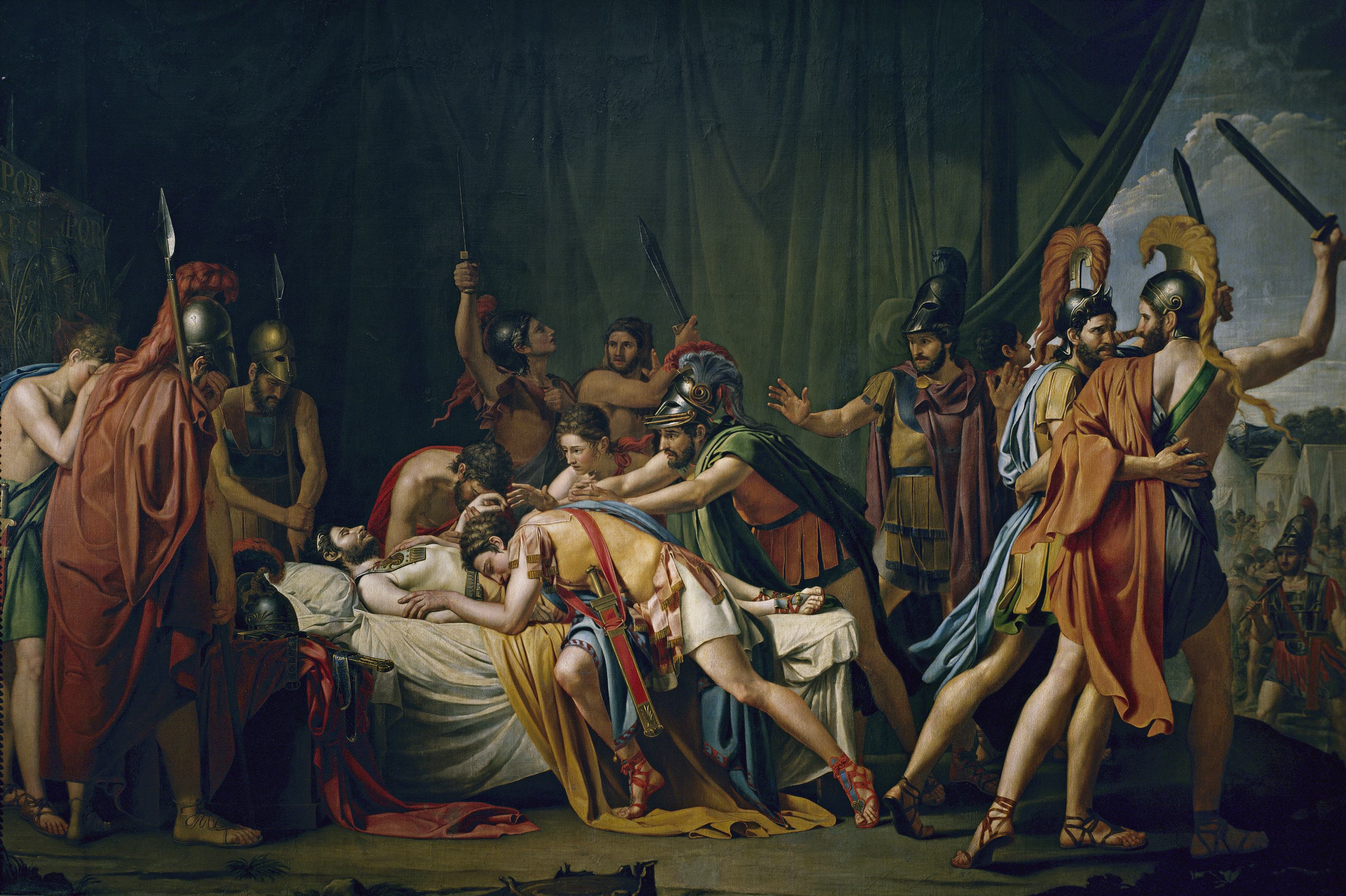
La muerte de Viriato, jefe de los lusitanos (1807), de José Madrazo.

## Legado

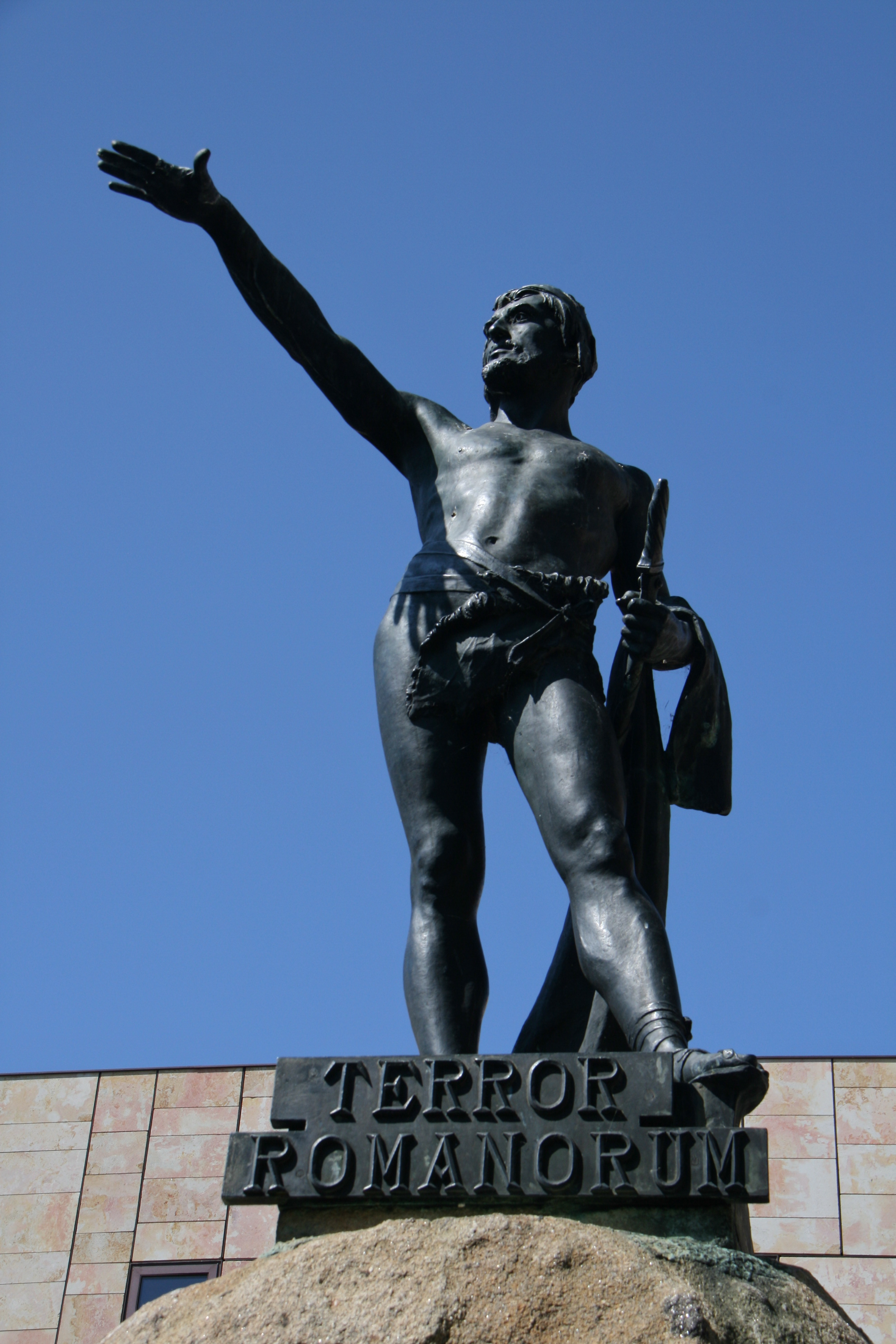
Estatua en honor a Viriato ubicada en la ciudad de Zamora, obra de Eduardo Barrón.

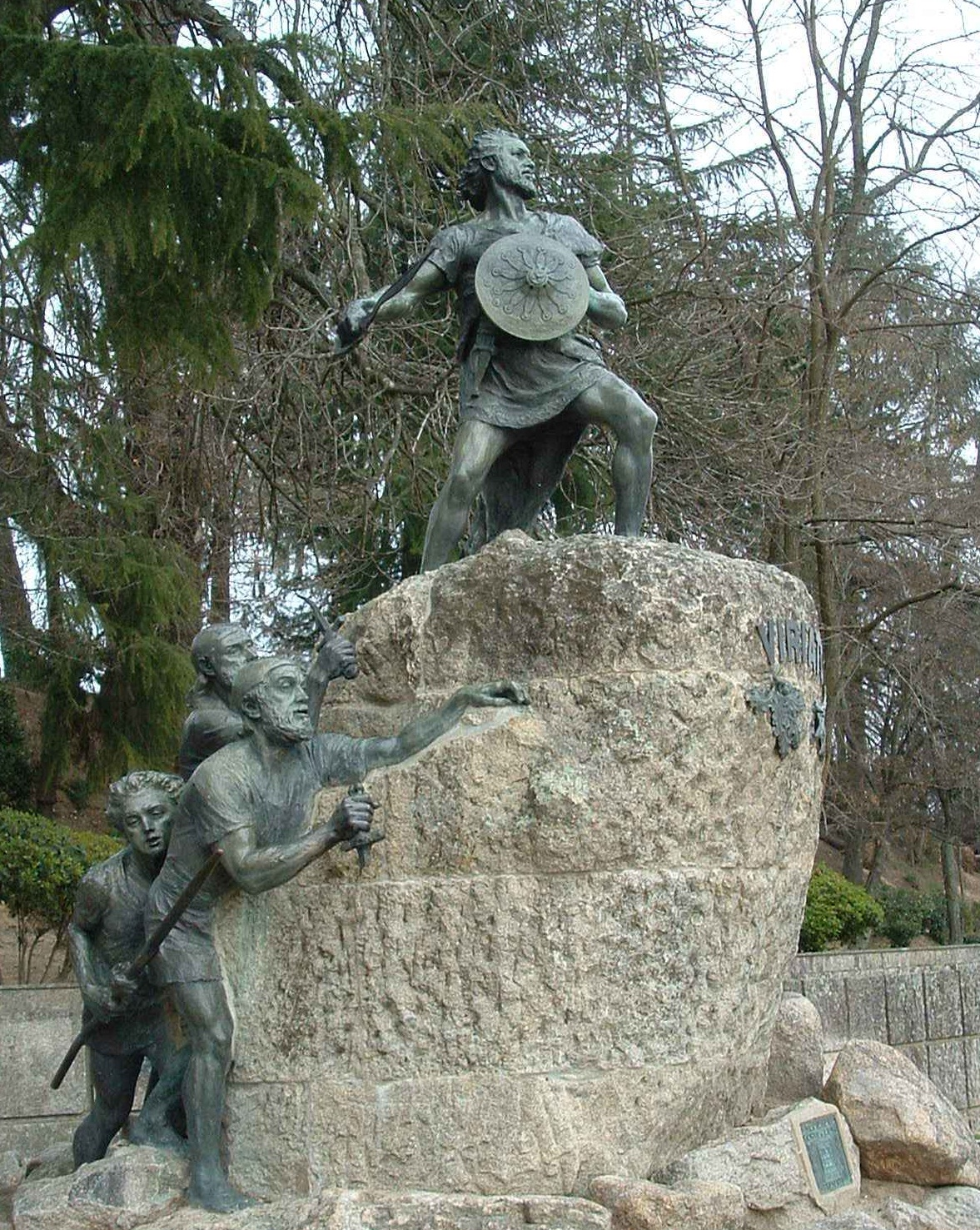
Monumento a Viriato, Viseo.

## Biografía